# Calycopis lugubris
Calycopis lugubris är en fjärilsart som beskrevs av Heinrich Benno Möschler 1876. Calycopis lugubris ingår i släktet Calycopis och familjen juvelvingar. Inga underarter finns listade i Catalogue of Life.